# Berkó Boglárka
Berkó Boglárka (Jászberény, 1996. július 31.–) magyar színésznő.

## Életpályája
A jászberényi Lehel Vezér Gimnáziumban érettségizett 2015-ben, majd pszichológia alapszakot végzett a Pázmány Péter Katolikus Egyetemen. Viselkedéselemzői diplomája megszerzése után 2019-2024 között a Színház- és Filmművészeti Egyetem zenés színész szakának hallgatója volt, ahol mesterei Novák Eszter és Selmeczi György voltak.
2024 óta a debreceni Csokonai Nemzeti Színház társulatának tagja.

## Színházi szerepei
| Év   | Szerző(k)                                | Előadás címe    | Szerep        | Rendező           | Színház                  |
| ---- | ---------------------------------------- | --------------- | ------------- | ----------------- | ------------------------ |
| 2025 | Ábrahám Pál - Földes Imre - Harmath Imre | Viktória        | Ach Wong      | Novák Eszter      | Csokonai Nemzeti Színház |
| 2024 | F. M. Dosztojevszkij                     | Ördögök         | Marja         | Dejan Projkovszki | Csokonai Nemzeti Színház |
| 2024 | Michael Frayn                            | Függöny fel!    | Brook (Vicki) | Horváth Illés     | Csokonai Nemzeti Színház |
| 2024 | Molière                                  | Úrhatnám polgár | Luci          | Keresztes Attila  | Csokonai Nemzeti Színház |